# Sé titular de Arsamósata
Diocese de Arsamosata (em latim: Dioecesis Arsamosatena) é uma Sé suprimida e Sé titular da Igreja Católica.

## História
Arsamósata, perto de Carpute na atual Turquia, é uma antiga sé episcopal da província romana da Mesopotâmia, na diocese civil do Oriente. Fazia parte do patriarcado de Antioquia e era sufragânea da arquidiocese de Amida, como atesta uma Notitia episcopatuum do século VI.
Na primeira fase da história desta diocese apenas são conhecidos três bispos. Aarão foi deposto em 518 por ser membro da facção severiana monofisita e foi expulso por ordem do imperador Justino I. Jorge é mencionado por volta de 575 num sínodo de bispos, enquanto Abraão aparece nos escritos de João de Éfeso.
Com a conquista árabe do século VII, a diocese bizantina desapareceu, ao mesmo tempo que se tornou sé dos episcopados da Igreja Armênia e Jacobita. A sé bizantina reaparece no Notitiae episcopatuum do século X, período em que a região foi reconquistada pelos bizantinos e organizada em temas. Ao mesmo tempo, portanto, foi reconstituída a sé episcopal, indicada pelas fontes como sé metropolitana: desta época apenas se conhece um arcebispo, Nicolau, atestado por um selo episcopal, datado da primeira metade do século XI.
Desde 1933, Arsamosata é contada entre os bispados titulares da Igreja Católica Romana; a sé está vaga desde 11 de setembro de 2021.

## Bispos

### Bispos gregos
- Aarão (? - 518) - deposto;
- Jorge (mencionado por volta de 575);
- Abraão (antes de 588);
- Nicolau (primeira metade do séc. XI).

### Bispos titulares
- Etienne Katcho (22 de fevereiro de 1947 - 28 de junho de 1953);[1]
- Bernhard Gerhard Hilhorst, CSSp. (12 de dezembro de 1953 - 11 de agosto de 1954);[1]
- Laurent Morin (8 de setembro de 1955 - 28 de fevereiro de 1959) - Nomeado bispo do príncipe Alberto;[1]
- Tomás Roberto Patricio Manning, OFM (21 de abril de 1959 - 30 de dezembro de 1977) - Renunciou.[1]
- Robert Saeed Jarjis (22 de dezembro de 2018 - 11 de setembro de 2021) - Nomeado eparca de Mar Addai de Toronto.[1]